# فرودگاه انومس
فرودگاه انومس (به انگلیسی: Annemasse Aerodrome) (به زبان بومی: Aérodrome d'Annemasse) یک فرودگاه همگانی با کد یاتا QNJ است که یک باند فرود سنگفرش دارد و طول باند آن ۱۳۰۰ متر است. این فرودگاه در شهر انومس کشور فرانسه قرار دارد و در ارتفاع ۴۹۳ متری از سطح دریا واقع شده است.